# Manvi
Manvi (en canarés: ಮಾನವಿ ) es una ciudad de la India en el distrito de Raichur, estado de Karnataka.

## Geografía
Se encuentra a una altitud de 380 m s. n. m. a 430 km de la capital estatal, Bangalore, en la zona horaria UTC +5:30.

## Demografía
Según estimación 2011 contaba con una población de 47 315 habitantes.